# Мемориальный музей антияпонской войны китайского народа
Мемориальный музей антияпонской войны китайского народа (кит. упр. 中国人民抗日战争纪念馆) — музей в Пекине, посвящённый японо-китайской войне 1937—1945 годов.
Музей находится в крепости Ваньпин в районе Фэнтай примерно в 15 км к юго-западу от исторического центра Пекина, недалеко от моста Лугоуцяо, с инцидента на котором и началась война. Музей был открыт 7 июля 1987 года, к 50-я годовщине начала войны. Музей занимает территорию в 4000 м², площадь перед музеем — ещё 2000 м². К зданию музея ведут 8 ступеней, символизирующие 8 лет войны (1937—1945), дополнительные 14 ступеней символизируют 14 лет нахождения Маньчжурии под японской оккупацией (1931—1945).

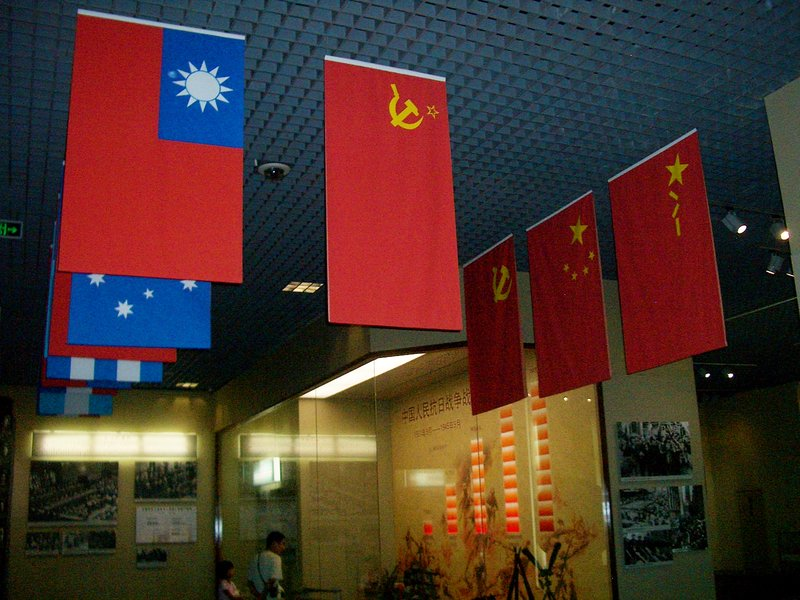
В залах музея

В залах музея с помощью экспонатов, картин и схем рассказывается о тяжёлой борьбе китайского народа против японских захватчиков. Имеются трёхмерные свето-звуковые панорамы наиболее важных сражений (Пинсингуаньское сражение, Битва за Тайэрчжуан). Отдельные залы посвящены действиям китайского экспедиционного корпуса в Бирме, борьбе заморских китайцев с японцами, иностранной помощи Китаю, капитуляции Японии.

## Скульптурные произведения
Вокруг музея расположены несколько значительных скульптурных произведений военно-патриотического содержания, самым крупным из которых является монумент «Разбуженный лев». Перед музеем установлена мемориальная черепаха, несущая стелу с лозунгом «Правое дело народа будет жить вечно»; в парке за музеем — монументальный бюст канадского доктора-интернационалиста Нормана Бетьюна.

## Ссылки

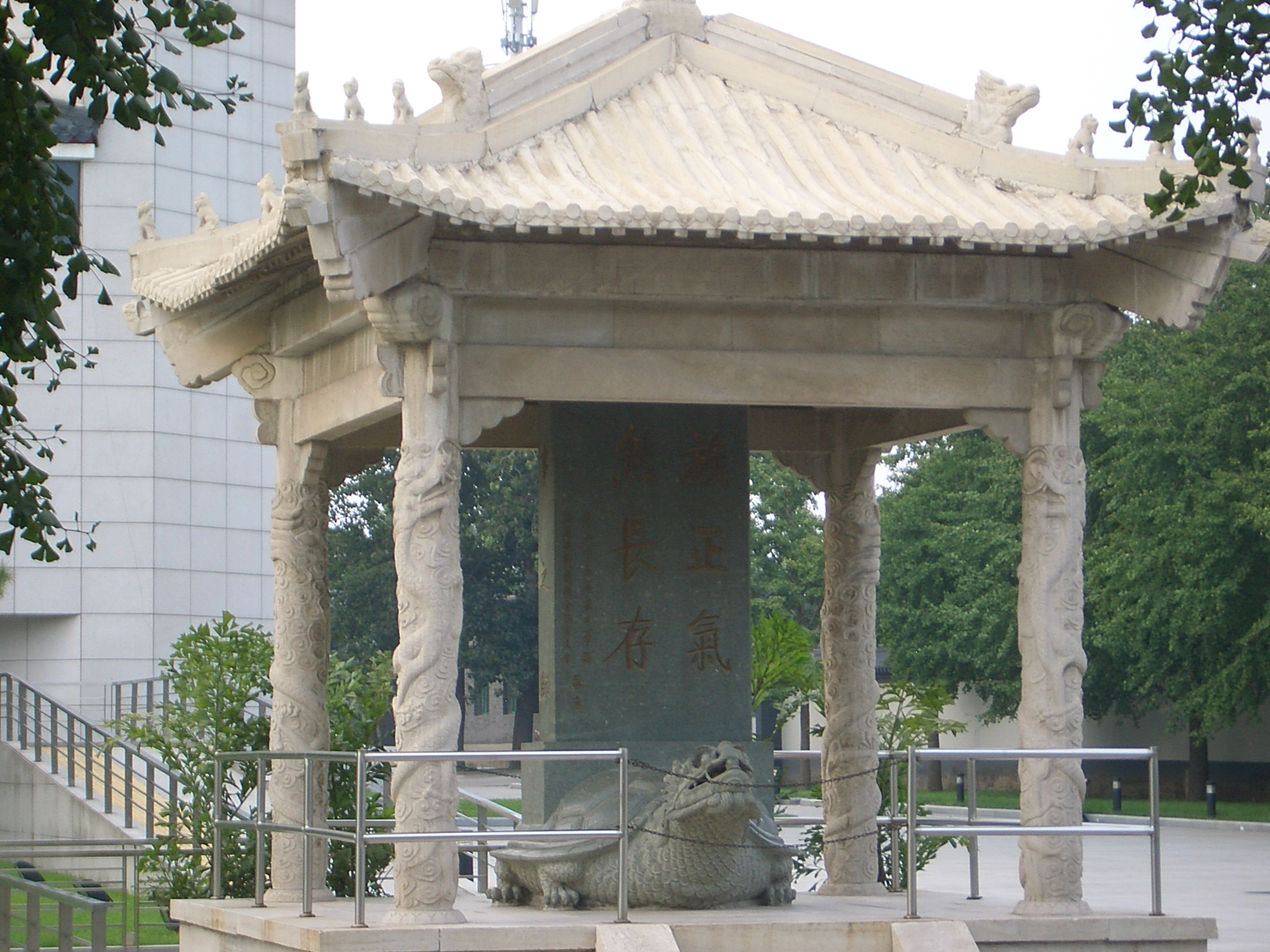
Мемориальная черепаха перед музеем